# Roger Albin
Roger Albin (* 30. September 1920 in Beausoleil; † 1. Juni 2001 in Straßburg) war ein französischer Violoncellist, Dirigent, Komponist und Musikpädagoge.

## Leben und Werk
Roger Albin begann mit dem Cellospiel im Alter von sechs Jahren. Sein erster Cellolehrer war Umberto Benedetti in Monaco. Roger Albin setzte seine Studien am Pariser Konservatorium bei Paul Bazelaire (Cello), Noël Gallon (Notation), Henri Büsser (Komposition), Darius Milhaud (Komposition) und Olivier Messiaen (Musikanalyse) fort.
Er debütierte als Cellist im Orchester von Monte Carlo, bevor er an die Pariser Oper wechselte und in die Société des Concerts du Conservatoire eintrat.
Von 1949 bis 1957 bildete er mit Claude Helffer ein Duo. Von Roger Désormière, Carl Schuricht und Hans Rosbaud unterstützt, schlug er eine Dirigentenlaufbahn ein. 1957 hatte er sein Debüt als Chorleiter der Pariser Opéra-Comique. Er ging dann als Künstler in die französische Provinz: 1960 nach Nancy, 1962 nach Toulouse,  von 1966 bis 1975 zum Straßburger Rundfunkorchester. Nach der Auflösung des letztgenannten Orchesters wurde er wieder Cellist und spielte von 1978 bis 1981 im Orchestre National de France wie auch in dessen Streichsextett.
Roger Albin trat auch als Komponist hervor. Roger Albin wirkte als Professor für Cello am Konservatorium Straßburg.